# Polscy medaliści mistrzostw świata juniorów w narciarstwie klasycznym
Polscy medaliści mistrzostw świata juniorów w narciarstwie klasycznym – zestawienie reprezentujących Polskę zawodników i zawodniczek, którzy zdobyli przynajmniej jeden medal mistrzostw świata juniorów w narciarstwie klasycznym.
Przed pierwszymi zawodami o mistrzostwo świata juniorów w 1977 roku, rozgrywane były mistrzostwa Europy juniorów w narciarstwie klasycznym. W zawodach tych reprezentanci Polski zdobyli sześć medali – trzy srebrne i trzy brązowe. Srebrne medale wywalczyli kombinatorzy norwescy: dwukrotnie Jan Legierski w 1971 i 1972 roku oraz Stanisław Kawulok w 1973 roku. Brązowe medale zdobyli natomiast: Adam Krzysztofiak w 1969 roku w skokach narciarskich, a także Andrzej Staszel w 1972 oraz Andrzej Zarycki w 1976 roku w kombinacji norweskiej. W 1977 roku rozegrano pierwsze mistrzostwa świata juniorów, a od 1979 roku odbywają się one co roku.
Pierwszym polskim medalistą mistrzostw świata juniorów został Ryszard Łabaj, który w 1992 roku zdobył brązowy medal w biegu na 10 kilometrów techniką klasyczną. Kolejny medal dla Polski zdobyła w 2003 roku Justyna Kowalczyk, która zajęła drugie miejsce w sprincie kobiet. Rok później Mateusz Rutkowski wywalczył pierwszy w historii złoty medal dla reprezentacji Polski. Dokonał tego w konkursie indywidualnym skoków narciarskich na obiekcie K-90. W tym samym roku drużyna skoczków zdobyła srebrny medal. Poza Rutkowskim złote medale zdobywały także biegaczki narciarskie: Justyna Kowalczyk w 2006 roku oraz Sylwia Jaśkowiec w 2009 roku. Obie zawodniczki zdobyły po dwa tytuły mistrzyń świata. W 2009 roku poza dwoma złotymi medalami Sylwii Jaśkowiec, polscy narciarze zdobyli jeszcze srebrny i brązowy medal. Biorąc pod uwagę liczbę zdobytych medali, był to zatem najlepszy występ reprezentantów Polski na mistrzostwach świata juniorów w narciarstwie klasycznym. W 2014 roku złote medale mistrzostw świata juniorów zdobyli także Jakub Wolny w indywidualnym konkursie skoków na obiekcie normalnym oraz zespół Jakub Wolny, Aleksander Zniszczoł, Krzysztof Biegun i Klemens Murańka w konkursie drużynowym.
Łącznie Polacy wywalczyli 22 medale mistrzostw świata juniorów – siedem złotych, jedenaście srebrnych i cztery brązowe. Najbardziej utytułowaną zawodniczką pozostaje Kowalczyk, która zdobyła trzy medale – dwa złote i jeden srebrny. Murańka i Zniszczoł zdobyli natomiast po cztery medale (1 złoty i 3 srebrne).

## Medaliści chronologicznie
Pierwszy medal mistrzostw świata juniorów w narciarstwie klasycznym dla reprezentacji Polski zdobył Ryszard Łabaj w 1992 roku podczas edycji rozgrywanej w Vuokatti. Zajął wówczas trzecie miejsce w biegu narciarskim na 10 kilometrów techniką klasyczną. Przez kolejnych dziesięć edycji Polacy nie stawali na podium mistrzostw świata juniorów. Medal dla Polski w 2003 roku zdobyła Justyna Kowalczyk, która wywalczyła srebro w sprincie techniką dowolną w Sollefteå. Podczas kolejnych mistrzostw, w 2004 roku w Strynie pierwszy złoty medal MŚJ wywalczył Mateusz Rutkowski w indywidualnym konkursie skoków narciarskich. Na tych samych mistrzostwach Rutkowski wraz z Kamilem Stochem, Dawidem Kowalem i Stefanem Hulą zdobył srebrny medal w konkursie drużynowym. Sukces drużynowy powtórzyli rok później Paweł Urbański, Wojciech Topór, Piotr Żyła i Kamil Stoch. W 2006 roku w Kranju dwa złote medale zdobyła Justyna Kowalczyk. Jej osiągnięcie powtórzyła trzy lata później Sylwia Jaśkowiec. Zarówno Kowalczyk, jak i Jaśkowiec tytuły mistrzyń świata zdobyły w biegach na 10 kilometrów i w biegach łączonych na 15 kilometrów. W 2009 roku dwa kolejne medale, poza medalami Jaśkowiec, zdobyli polscy skoczkowie – srebro w konkursie indywidualnym (Maciej Kot) oraz brąz w konkursie drużynowym. Także w latach 2012-2014 medale dla Polski wywalczyli skoczkowie narciarscy. W edycjach mistrzostw w 2012 i 2013 roku zdobyli po dwa srebrne medale – dwa w konkursach indywidualnych (Aleksander Zniszczoł i Klemens Murańka) oraz dwa w konkursach drużynowych. W 2014 roku złote medale zdobyli natomiast Jakub Wolny w konkursie indywidualnym oraz Wolny, Zniszczoł, Murańka i Krzysztof Biegun w konkursie drużynowym.
W poniższej tabeli znajdują się wszyscy polscy medaliści mistrzostw świata juniorów w narciarstwie klasycznym, uszeregowani w kolejności chronologicznej.
stan po zakończeniu MŚJ 2023
| Lp. | Rok i miejsce             | Medal   | Medalista                                                               | Dyscyplina        | Konkurencja                               | Źr.    |
| --- | ------------------------- | ------- | ----------------------------------------------------------------------- | ----------------- | ----------------------------------------- | ------ |
| 1.  | 1992, Vuokatti            | brązowy | Ryszard Łabaj                                                           | biegi narciarskie | bieg na 10 km techniką klasyczną          | [ 2 ]  |
| 2.  | 2003, Sollefteå           | srebrny | Justyna Kowalczyk                                                       | biegi narciarskie | sprint techniką dowolną                   | [ 3 ]  |
| 3.  | 2004, Stryn               | srebrny | Kamil Stoch Dawid Kowal Stefan Hula Mateusz Rutkowski                   | skoki narciarskie | konkurs drużynowy na skoczni normalnej    | [ 4 ]  |
| 4.  | 2004, Stryn               | złoty   | Mateusz Rutkowski                                                       | skoki narciarskie | konkurs indywidualny na skoczni normalnej | [ 5 ]  |
| 5.  | 2005, Rovaniemi           | srebrny | Paweł Urbański Wojciech Topór Piotr Żyła Kamil Stoch                    | skoki narciarskie | konkurs drużynowy na skoczni normalnej    | [ 6 ]  |
| 6.  | 2006, Kranj               | złoty   | Justyna Kowalczyk                                                       | biegi narciarskie | bieg na 10 km techniką klasyczną          | [ 7 ]  |
| 7.  | 2006, Kranj               | złoty   | Justyna Kowalczyk                                                       | biegi narciarskie | bieg łączony na 15 km                     | [ 8 ]  |
| 8.  | 2008, Zakopane            | brązowy | Krzysztof Miętus Maciej Kot Dawid Kowal Łukasz Rutkowski                | skoki narciarskie | konkurs drużynowy na skoczni normalnej    | [ 9 ]  |
| 9.  | 2009, Praz de Lys-Sommand | złoty   | Sylwia Jaśkowiec                                                        | biegi narciarskie | bieg na 10 km techniką dowolną            | [ 10 ] |
| 10. | 2009, Praz de Lys-Sommand | złoty   | Sylwia Jaśkowiec                                                        | biegi narciarskie | bieg łączony na 15 km                     | [ 11 ] |
| 11. | 2009, Szczyrbskie Jezioro | srebrny | Maciej Kot                                                              | skoki narciarskie | konkurs indywidualny na skoczni normalnej | [ 12 ] |
| 12. | 2009, Szczyrbskie Jezioro | brązowy | Andrzej Zapotoczny Jakub Kot Grzegorz Miętus Maciej Kot                 | skoki narciarskie | konkurs drużynowy na skoczni normalnej    | [ 13 ] |
| 13. | 2012, Erzurum             | srebrny | Aleksander Zniszczoł                                                    | skoki narciarskie | konkurs indywidualny na skoczni normalnej | [ 14 ] |
| 14. | 2012, Erzurum             | srebrny | Klemens Murańka Tomasz Byrt Bartłomiej Kłusek Aleksander Zniszczoł      | skoki narciarskie | konkurs drużynowy na skoczni normalnej    | [ 15 ] |
| 15. | 2013, Liberec             | srebrny | Klemens Murańka                                                         | skoki narciarskie | konkurs indywidualny na skoczni normalnej | [ 16 ] |
| 16. | 2013, Liberec             | srebrny | Bartłomiej Kłusek Krzysztof Biegun Aleksander Zniszczoł Klemens Murańka | skoki narciarskie | konkurs drużynowy na skoczni normalnej    | [ 17 ] |
| 17. | 2014, Predazzo            | złoty   | Jakub Wolny                                                             | skoki narciarskie | konkurs indywidualny na skoczni normalnej | [ 18 ] |
| 18. | 2014, Predazzo            | złoty   | Jakub Wolny Aleksander Zniszczoł Krzysztof Biegun Klemens Murańka       | skoki narciarskie | konkurs drużynowy na skoczni normalnej    | [ 19 ] |
| 19. | 2019, Lahti               | srebrny | Monika Skinder                                                          | biegi narciarskie | sprint stylem klasycznym                  | [ 20 ] |
| 20. | 2020, Oberwiesenthal      | srebrny | Izabela Marcisz                                                         | biegi narciarskie | sprint stylem dowolnym                    | [ 21 ] |
| 21. | 2020, Oberwiesenthal      | brązowy | Izabela Marcisz                                                         | biegi narciarskie | 5 km stylem klasycznym                    | [ 22 ] |
| 22. | 2020, Oberwiesenthal      | srebrny | Izabela Marcisz                                                         | biegi narciarskie | 15 km stylem dowolnym                     | [ 23 ] |
| 23. | 2021, Vuokatti            | złoty   | Monika Skinder                                                          | biegi narciarskie | sprint stylem klasycznym                  | [ 24 ] |
| 24. | 2021, Vuokatti            | brązowy | Karolina Kaleta                                                         | biegi narciarskie | sprint stylem klasycznym                  | [ 24 ] |
| 25. | 2021, Vuokatti            | złoty   | Izabela Marcisz                                                         | biegi narciarskie | 10 km stylem dowolnym                     | [ 24 ] |
| 26. | 2022, Lygna               | srebrny | Monika Skinder                                                          | biegi narciarskie | sprint stylem dowolnym                    | [ 25 ] |
| 27. | 2023, Whistler            | brązowy | Jan Habdas                                                              | skoki narciarskie | konkurs indywidualny na skoczni normalnej | [ 26 ] |
| 28. | 2023, Whistler            | srebrny | Marcin Wróbel Klemens Joniak Kacper Tomasiak Jan Habdas                 | skoki narciarskie | konkurs drużynowy na skoczni normalnej    | [ 26 ] |
| 29. | 2023, Whistler            | srebrny | Izabela Marcisz                                                         | biegi narciarskie | 10 km stylem dowolnym                     | [ 27 ] |

## Medaliści według dyscyplin

### Biegi narciarskie
| Lp. | Data       | Miejsce               | Medal   | Zawodnik          | Dystans         | Technika           | Czas    | Strata | Zwycięzca               | Źr.          |
| --- | ---------- | --------------------- | ------- | ----------------- | --------------- | ------------------ | ------- | ------ | ----------------------- | ------------ |
| 1.  | 18.03.1992 | Vuokatti              | brązowy | Ryszard Łabaj     | 10 km           | klasyczna          |         |        | Mathias Fredriksson     | [ 1 ] [ 28 ] |
| 2.  | 08.02.2003 | Sollefteå             | srebrny | Justyna Kowalczyk | sprint          | dowolna            |         |        | Nicole Fessel           | [ 3 ]        |
| 3.  | 02.02.2006 | Kranj                 | złoty   | Justyna Kowalczyk | 10 km           | klasyczna          | 28:07,0 | –      | –                       | [ 7 ]        |
| 4.  | 04.02.2006 | Kranj                 | złoty   | Justyna Kowalczyk | 7,5 km + 7,5 km | klasyczna, dowolna | 44:14,7 | –      | –                       | [ 8 ]        |
| 5.  | 29.01.2009 | Praz de Lys – Sommand | złoty   | Sylwia Jaśkowiec  | 10 km           | dowolna            | 28:39,1 | –      | –                       | [ 10 ]       |
| 6.  | 31.01.2009 | Praz de Lys – Sommand | złoty   | Sylwia Jaśkowiec  | 7,5 km + 7,5 km | klasyczna, dowolna | 49:09,2 | –      | –                       | [ 11 ]       |
| 7.  | 20.01.2019 | Lahti                 | srebrny | Monika Skinder    | sprint          | klasyczna          |         |        | Kristine Stavås Skistad | [ 20 ]       |
| 8.  | 29.02.2020 | Oberwiesenthal        | srebrny | Izabela Marcisz   | sprint          | dowolna            |         |        | Louise Lindström        | [ 21 ]       |
| 9.  | 2.03.2020  | Oberwiesenthal        | brązowy | Izabela Marcisz   | 5 km            | klasyczny          | 14:17,2 |        | Helene Marie Fossesholm | [ 22 ]       |
| 10. | 4.03.2020  | Oberwiesenthal        | srebrny | Izabela Marcisz   | 15 km           | dowolna            | 37:04,9 |        | Helene Marie Fossesholm | [ 23 ]       |
| 11. | 9.02.2021  | Vuokatti              | złoty   | Monika Skinder    | sprint          | klasyczna          | 2:33,24 | –      | –                       | [ 24 ]       |
| 12. | 9.02.2021  | Vuokatti              | brązowy | Karolina Kaleta   | sprint          | klasyczna          | 2:33,97 | +0,73  | Monika Skinder          | [ 24 ]       |
| 13. | 12.02.2021 | Vuokatti              | złoty   | Izabela Marcisz   | 10 km           | dowolna            | 28:13,6 | –      | –                       | [ 24 ]       |
| 14. | 26.02.2022 | Lygna                 | srebrny | Monika Skinder    | sprint          | dowolna            | 2:35,28 | +0,49  | Moa Hansson             | [ 25 ]       |
| 15. | 3.02.2023  | Whistler              | srebrny | Izabela Marcisz   | 10 km           | dowolna            | 26:14,5 | +1,5   | Helen Hoffmann          | [ 27 ]       |

### Skoki narciarskie
| Lp. | Data       | Miejsce             | Medal   | Zawodnik             | Skocznia | Skok 1  | Skok 2  | Nota  | Nota   | Strata | Zwycięzca                                                                     | Źr.    |
| --- | ---------- | ------------------- | ------- | -------------------- | -------- | ------- | ------- | ----- | ------ | ------ | ----------------------------------------------------------------------------- | ------ |
| 1.  | 05.02.2004 | Stryn               | srebrny | Kamil Stoch          | normalna | 87,0 m  | 92,5 m  | 225,5 | 904,5  | 50,5   | Austria Roland Müller Christoph Lenz Nicolas Fettner Thomas Morgenstern       | [ 4 ]  |
| 1.  | 05.02.2004 | Stryn               | srebrny | Dawid Kowal          | normalna | 86,0 m  | 87,5 m  | 206,5 | 904,5  | 50,5   | Austria Roland Müller Christoph Lenz Nicolas Fettner Thomas Morgenstern       | [ 4 ]  |
| 1.  | 05.02.2004 | Stryn               | srebrny | Stefan Hula          | normalna | 83,0 m  | 91,0 m  | 214,0 | 904,5  | 50,5   | Austria Roland Müller Christoph Lenz Nicolas Fettner Thomas Morgenstern       | [ 4 ]  |
| 1.  | 05.02.2004 | Stryn               | srebrny | Mateusz Rutkowski    | normalna | 96,0 m  | 97,0 m  | 258,5 | 904,5  | 50,5   | Austria Roland Müller Christoph Lenz Nicolas Fettner Thomas Morgenstern       | [ 4 ]  |
| 2.  | 07.02.2004 | Stryn               | złoty   | Mateusz Rutkowski    | normalna | 104,5 m | 95,5 m  | 273,5 | 273,5  | –      | –                                                                             | [ 5 ]  |
| 3.  | 23.03.2005 | Rovaniemi           | srebrny | Paweł Urbański       | normalna | 95,5 m  | 90,0 m  | 240,0 | 978,0  | 4,0    | Słowenia Mitja Mežnar Matevž Šparovec Jurij Tepeš Nejc Frank                  | [ 6 ]  |
| 3.  | 23.03.2005 | Rovaniemi           | srebrny | Wojciech Topór       | normalna | 92,0 m  | 87,0 m  | 223,5 | 978,0  | 4,0    | Słowenia Mitja Mežnar Matevž Šparovec Jurij Tepeš Nejc Frank                  | [ 6 ]  |
| 3.  | 23.03.2005 | Rovaniemi           | srebrny | Piotr Żyła           | normalna | 94,0 m  | 95,0 m  | 247,5 | 978,0  | 4,0    | Słowenia Mitja Mežnar Matevž Šparovec Jurij Tepeš Nejc Frank                  | [ 6 ]  |
| 3.  | 23.03.2005 | Rovaniemi           | srebrny | Kamil Stoch          | normalna | 95,5 m  | 101,5 m | 267,0 | 978,0  | 4,0    | Słowenia Mitja Mežnar Matevž Šparovec Jurij Tepeš Nejc Frank                  | [ 6 ]  |
| 4.  | 29.02.2008 | Zakopane            | brązowy | Krzysztof Miętus     | normalna | 82,5 m  | 87,5 m  | 226,0 | 942,5  | 28,5   | Niemcy Felix Schoft Severin Freund Pascal Bodmer Andreas Wank                 | [ 9 ]  |
| 4.  | 29.02.2008 | Zakopane            | brązowy | Maciej Kot           | normalna | 86,5 m  | 88,5 m  | 240,0 | 942,5  | 28,5   | Niemcy Felix Schoft Severin Freund Pascal Bodmer Andreas Wank                 | [ 9 ]  |
| 4.  | 29.02.2008 | Zakopane            | brązowy | Dawid Kowal          | normalna | 87,0 m  | 84,0 m  | 232,5 | 942,5  | 28,5   | Niemcy Felix Schoft Severin Freund Pascal Bodmer Andreas Wank                 | [ 9 ]  |
| 4.  | 29.02.2008 | Zakopane            | brązowy | Łukasz Rutkowski     | normalna | 90,0 m  | 90,0 m  | 244,0 | 942,5  | 28,5   | Niemcy Felix Schoft Severin Freund Pascal Bodmer Andreas Wank                 | [ 9 ]  |
| 5.  | 05.02.2009 | Szczyrbskie Jezioro | srebrny | Maciej Kot           | normalna | 92,5 m  | 96,5 m  | 249,0 | 249,0  | 4,0    | Lukas Müller                                                                  | [ 12 ] |
| 6.  | 06.02.2009 | Szczyrbskie Jezioro | brązowy | Andrzej Zapotoczny   | normalna | 91,5 m  | 90,5 m  | 230,0 | 937,0  | 44,5   | Austria Thomas Thurnbichler Michael Hayböck Florian Schabereiter Lukas Müller | [ 13 ] |
| 6.  | 06.02.2009 | Szczyrbskie Jezioro | brązowy | Jakub Kot            | normalna | 91,0 m  | 92,5 m  | 234,5 | 937,0  | 44,5   | Austria Thomas Thurnbichler Michael Hayböck Florian Schabereiter Lukas Müller | [ 13 ] |
| 6.  | 06.02.2009 | Szczyrbskie Jezioro | brązowy | Grzegorz Miętus      | normalna | 90,0 m  | 92,0 m  | 231,5 | 937,0  | 44,5   | Austria Thomas Thurnbichler Michael Hayböck Florian Schabereiter Lukas Müller | [ 13 ] |
| 6.  | 06.02.2009 | Szczyrbskie Jezioro | brązowy | Maciej Kot           | normalna | 89,5 m  | 96,0 m  | 241,0 | 937,0  | 44,5   | Austria Thomas Thurnbichler Michael Hayböck Florian Schabereiter Lukas Müller | [ 13 ] |
| 7.  | 23.02.2012 | Erzurum             | srebrny | Aleksander Zniszczoł | normalna | 107,5 m | 109,5 m | 280,5 | 280,5  | 6,0    | Nejc Dežman                                                                   | [ 14 ] |
| 8.  | 25.02.2012 | Erzurum             | srebrny | Klemens Murańka      | normalna | 103,5 m | 101,0 m | 257,5 | 985,5  | 3,0    | Norwegia Espen Røe Mats Søhagen Berggaard Simen Key Grimsrud Phillip Sjøen    | [ 15 ] |
| 8.  | 25.02.2012 | Erzurum             | srebrny | Tomasz Byrt          | normalna | 99,0 m  | 97,0 m  | 240,5 | 985,5  | 3,0    | Norwegia Espen Røe Mats Søhagen Berggaard Simen Key Grimsrud Phillip Sjøen    | [ 15 ] |
| 8.  | 25.02.2012 | Erzurum             | srebrny | Bartłomiej Kłusek    | normalna | 98,0 m  | 95,5 m  | 232,0 | 985,5  | 3,0    | Norwegia Espen Røe Mats Søhagen Berggaard Simen Key Grimsrud Phillip Sjøen    | [ 15 ] |
| 8.  | 25.02.2012 | Erzurum             | srebrny | Aleksander Zniszczoł | normalna | 99,5 m  | 105,5 m | 255,5 | 985,5  | 3,0    | Norwegia Espen Røe Mats Søhagen Berggaard Simen Key Grimsrud Phillip Sjøen    | [ 15 ] |
| 9.  | 24.01.2013 | Liberec             | srebrny | Klemens Murańka      | normalna | 101,0 m | 96,0 m  | 264,0 | 264,0  | 19,5   | Jaka Hvala                                                                    | [ 16 ] |
| 10. | 26.01.2013 | Liberec             | srebrny | Bartłomiej Kłusek    | normalna | 94,0 m  | 98,5 m  | 253,0 | 1062,0 | 16,5   | Słowenia Anže Semenič Ernest Prišlič Cene Prevc Jaka Hvala                    | [ 17 ] |
| 10. | 26.01.2013 | Liberec             | srebrny | Krzysztof Biegun     | normalna | 98,0 m  | 96,5 m  | 257,5 | 1062,0 | 16,5   | Słowenia Anže Semenič Ernest Prišlič Cene Prevc Jaka Hvala                    | [ 17 ] |
| 10. | 26.01.2013 | Liberec             | srebrny | Aleksander Zniszczoł | normalna | 102,0 m | 101,0 m | 276,5 | 1062,0 | 16,5   | Słowenia Anže Semenič Ernest Prišlič Cene Prevc Jaka Hvala                    | [ 17 ] |
| 10. | 26.01.2013 | Liberec             | srebrny | Klemens Murańka      | normalna | 97,0 m  | 105,0 m | 275,0 | 1062,0 | 16,5   | Słowenia Anže Semenič Ernest Prišlič Cene Prevc Jaka Hvala                    | [ 17 ] |
| 11. | 31.01.2014 | Predazzo            | złoty   | Jakub Wolny          | normalna | 91,0 m  | 99,0 m  | 231,5 | 231,5  | –      | –                                                                             | [ 18 ] |
| 12. | 01.02.2014 | Predazzo            | złoty   | Jakub Wolny          | normalna | 98,5 m  | 96,5 m  | 264,1 | 1027,0 | –      | –                                                                             | [ 19 ] |
| 12. | 01.02.2014 | Predazzo            | złoty   | Aleksander Zniszczoł | normalna | 101,5 m | 96,5 m  | 267,4 | 1027,0 | –      | –                                                                             | [ 19 ] |
| 12. | 01.02.2014 | Predazzo            | złoty   | Krzysztof Biegun     | normalna | 92,5 m  | 102,0 m | 255,6 | 1027,0 | –      | –                                                                             | [ 19 ] |
| 12. | 01.02.2014 | Predazzo            | złoty   | Klemens Murańka      | normalna | 100,5 m | 93,0 m  | 239,9 | 1027,0 | –      | –                                                                             | [ 19 ] |
| 13. | 2.02.2023  | Whistler            | brązowy | Jan Habdas           | normalna | 96,0 m  | 94,5 m  | 256,3 | 256,3  | 1,6    | Vilho Palosaari                                                               | [ 26 ] |
| 14. | 4.02.2023  | Whistler            | srebrny | Marcin Wróbel        | normalna | 94,0 m  | 92,5 m  | 223,7 | 925,8  | 46,7   | Austria Julijan Smid Louis Obersteiner Stephan Embacher Jonas Schuster        | [ 26 ] |
| 14. | 4.02.2023  | Whistler            | srebrny | Klemens Joniak       | normalna | 98,5 m  | 98,5 m  | 240,1 | 925,8  | 46,7   | Austria Julijan Smid Louis Obersteiner Stephan Embacher Jonas Schuster        | [ 26 ] |
| 14. | 4.02.2023  | Whistler            | srebrny | Kacper Tomasiak      | normalna | 99,0 m  | 97,0 m  | 240,6 | 925,8  | 46,7   | Austria Julijan Smid Louis Obersteiner Stephan Embacher Jonas Schuster        | [ 26 ] |
| 14. | 4.02.2023  | Whistler            | srebrny | Jan Habdas           | normalna | 99,0 m  | 99,0 m  | 262,3 | 925,8  | 46,7   | Austria Julijan Smid Louis Obersteiner Stephan Embacher Jonas Schuster        | [ 26 ] |

## Klasyfikacja medalistów
stan po zakończeniu MŚJ 2023
| Miejsce | Medalista            | Lata            | Dyscyplina        | Złoto | Srebro | Brąz | Razem |
| ------- | -------------------- | --------------- | ----------------- | ----- | ------ | ---- | ----- |
| 1.      | Justyna Kowalczyk    | 2003-2006       | biegi narciarskie | 2     | 1      | –    | 3     |
| 2.      | Sylwia Jaśkowiec     | 2009            | biegi narciarskie | 2     | –      | –    | 2     |
| 2.      | Jakub Wolny          | 2014            | skoki narciarskie | 2     | –      | –    | 2     |
| 4.      | Izabela Marcisz      | 2020-2021, 2023 | biegi narciarskie | 1     | 3      | 1    | 5     |
| 5.      | Klemens Murańka      | 2012-2014       | skoki narciarskie | 1     | 3      | –    | 4     |
| 5.      | Aleksander Zniszczoł | 2012-2014       | skoki narciarskie | 1     | 3      | –    | 4     |
| 7.      | Monika Skinder       | 2019, 2021–2022 | biegi narciarskie | 1     | 2      | –    | 3     |
| 8.      | Mateusz Rutkowski    | 2004            | skoki narciarskie | 1     | 1      | –    | 2     |
| 8.      | Krzysztof Biegun     | 2013–2014       | skoki narciarskie | 1     | 1      | –    | 2     |
| 10.     | Kamil Stoch          | 2004-2005       | skoki narciarskie | –     | 2      | –    | 2     |
| 10.     | Bartłomiej Kłusek    | 2012–2013       | skoki narciarskie | –     | 2      | –    | 2     |
| 12.     | Maciej Kot           | 2008–2009       | skoki narciarskie | –     | 1      | 2    | 3     |
| 13.     | Dawid Kowal          | 2004-2008       | skoki narciarskie | –     | 1      | 1    | 2     |
| 13.     | Jan Habdas           | 2023            | skoki narciarskie | –     | 1      | 1    | 2     |
| 15.     | Stefan Hula          | 2004            | skoki narciarskie | –     | 1      | –    | 1     |
| 15.     | Wojciech Topór       | 2005            | skoki narciarskie | –     | 1      | –    | 1     |
| 15.     | Paweł Urbański       | 2005            | skoki narciarskie | –     | 1      | –    | 1     |
| 15.     | Piotr Żyła           | 2005            | skoki narciarskie | –     | 1      | –    | 1     |
| 15.     | Tomasz Byrt          | 2012            | skoki narciarskie | –     | 1      | –    | 1     |
| 15.     | Klemens Joniak       | 2023            | skoki narciarskie | –     | 1      | –    | 1     |
| 15.     | Kacper Tomasiak      | 2023            | skoki narciarskie | –     | 1      | –    | 1     |
| 15.     | Marcin Wróbel        | 2012            | skoki narciarskie | –     | 1      | –    | 1     |
| 23.     | Ryszard Łabaj        | 1992            | biegi narciarskie | –     | –      | 1    | 1     |
| 23.     | Krzysztof Miętus     | 2008            | skoki narciarskie | –     | –      | 1    | 1     |
| 25.     | Łukasz Rutkowski     | 2008            | skoki narciarskie | –     | –      | 1    | 1     |
| 25.     | Jakub Kot            | 2009            | skoki narciarskie | –     | –      | 1    | 1     |
| 25.     | Grzegorz Miętus      | 2009            | skoki narciarskie | –     | –      | 1    | 1     |
| 25.     | Andrzej Zapotoczny   | 2009            | skoki narciarskie | –     | –      | 1    | 1     |
| 25.     | Karolina Kaleta      | 2021            | biegi narciarskie | –     | –      | 1    | 1     |

## Liczba medali według lat
Reprezentanci Polski zdobywali medale podczas piętnastu edycji mistrzostw świata juniorów w narciarstwie klasycznym. W 2004 roku po raz pierwszy Polacy zdobyli więcej niż jeden medal w trakcie jednej imprezy. Najwięcej medali podczas jednych mistrzostw zdobyli natomiast w 2009 roku – dwa złote, jeden srebrny i jeden brązowy.
stan po zakończeniu MŚJ 2023
| Rok i miejsce                                 | Złoto | Srebro | Brąz | Łącznie |
| --------------------------------------------- | ----- | ------ | ---- | ------- |
| 1992, Vuokatti                                | –     | –      | 1    | 1       |
| 2003, Sollefteå                               | –     | 1      | –    | 1       |
| 2004, Stryn                                   | 1     | 1      | –    | 2       |
| 2005, Rovaniemi                               | –     | 1      | –    | 1       |
| 2006, Kranj                                   | 2     | –      | –    | 2       |
| 2008, Zakopane                                | –     | –      | 1    | 1       |
| 2009, Praz de Lys-Sommand/Szczyrbskie Jezioro | 2     | 1      | 1    | 4       |
| 2012, Erzurum                                 | –     | 2      | –    | 2       |
| 2013, Liberec                                 | –     | 2      | –    | 2       |
| 2014, Predazzo                                | 2     | –      | –    | 2       |
| 2019, Lahti                                   | -     | 1      | –    | 1       |
| 2020, Oberwiesenthal                          | –     | 2      | 1    | 3       |
| 2021, Vuokatti                                | 2     | –      | 1    | 3       |
| 2022, Lygna                                   | –     | 1      | –    | 1       |
| 2023, Whistler                                | –     | 2      | 1    | 3       |
| Łącznie                                       | 9     | 14     | 6    | 29      |

## Liczba medali według dyscyplin
W skład narciarstwa klasycznego wchodzą trzy dyscypliny – biegi narciarskie, skoki narciarskie i kombinacja norweska. Polscy narciarze klasyczni zdobyli medale mistrzostw świata juniorów w biegach i skokach narciarskich. Biegacze zdobyli piętnaście medali – sześć złotych, sześć srebrnych i trzy brązowe, a skoczkowie narciarscy wywalczyli czternaście medali – trzy złote, osiem srebrnych i trzy brązowe.
Najwięcej medali polscy narciarze zdobyli w konkursach drużynowych w skokach narciarskich – jeden złoty, pięć srebrnych i dwa brązowe, natomiast najwięcej złotych medali – w konkursach indywidualnych skoków narciarskich, w biegach na 10 kilometrów i w biegach łączonych na 15 kilometrów.
stan po zakończeniu MŚJ 2023
| Dyscyplina        | Konkurencja           | Złoto | Srebro | Brąz | Łącznie |
| ----------------- | --------------------- | ----- | ------ | ---- | ------- |
| Skoki narciarskie | konkursy indywidualne | 2     | 3      | 1    | 6       |
| Skoki narciarskie | konkursy drużynowe    | 1     | 5      | 2    | 8       |
| Skoki narciarskie | razem                 | 3     | 8      | 3    | 14      |
| Biegi narciarskie | sprint                | 1     | 4      | 1    | 6       |
| Biegi narciarskie | bieg na 10 km         | 3     | 1      | 1    | 5       |
| Biegi narciarskie | bieg łączony na 15 km | 2     | –      | –    | 2       |
| Biegi narciarskie | bieg na 5 km          | -     | -      | 1    | 1       |
| Biegi narciarskie | bieg na 15 km         | -     | 1      | -    | 1       |
| Biegi narciarskie | razem                 | 6     | 6      | 3    | 15      |
| Łącznie           | Łącznie               | 9     | 14     | 6    | 29      |